# آلبرتو روشل
آلبرتو روشل (انگلیسی: Alberto Ruschel; ۲۱ فوریهٔ ۱۹۱۸ – ۱۸ ژانویهٔ ۱۹۹۶) یک هنرپیشه اهل برزیل بود.
از فیلم‌ها یا مجموعه‌های تلویزیونی که وی در آن‌ها نقش داشته‌است می‌توان به کاخ فرشتگان اشاره نمود.